# Eksperyment Milgrama
Eksperyment Milgrama – eksperyment psychologiczny zaprojektowany i przeprowadzony w pierwotnej wersji przez psychologa społecznego Stanleya Milgrama. Eksperyment badał posłuszeństwo wobec autorytetów. Przeprowadzany był w latach 1961–1962. Pierwsze publikacje na jego temat pojawiły się w 1963. W ciągu następnych kilku lat przeprowadzono serie kolejnych doświadczeń opartych na pomyśle Milgrama.

## Geneza pomysłu
Stanley Milgram zadał sobie pytanie o przyczyny ślepego posłuszeństwa wobec zbrodniczych rozkazów, które doprowadziły zwyczajnych wydawałoby się ludzi do ludobójstwa np. w obozach koncentracyjnych podczas II wojny światowej.
Przypuszczał, że Niemcy jako naród muszą być szczególnie skłonni do podporządkowania się przełożonym. Aby sprawdzić tę hipotezę wymyślił eksperyment, który miał na celu zbadanie skłonności ludzi do ulegania autorytetom. Pierwotnie Milgram chciał przeprowadzić sondaż na grupie amerykańskiej, a następnie pojechać do Niemiec, aby wyłowić różnice w zachowaniach przedstawicieli różnych narodowości.
Po przeprowadzeniu badań w Stanach Zjednoczonych Milgram stwierdził jednak: Znalazłem tu (w Ameryce) tyle posłuszeństwa, że wcale już nie było powodu jechać do Niemiec. Wyniki eksperymentu na próbie amerykańskiej były bardzo zaskakujące i nieoczekiwane, także dla samego Milgrama.

## Konstrukcja i przebieg eksperymentu
Pierwszy wariant eksperymentu przeprowadzony został na Uniwersytecie Yale ze studentami, a potem z mężczyznami mieszkającymi w New Haven. Kolejne badania zorganizowane zostały poza terenem uniwersytetu. Milgram założył pracownię w lokalu sklepowym w Bridgeport, gdzie za pomocą ogłoszeń w lokalnych gazetach szukał ochotników do kolejnych doświadczeń. Potrzebował ludzi zróżnicowanych pod względem zawodu, wieku, wykształcenia, płci.
W serii kontrolowanych eksperymentów laboratoryjnych przebadał w sumie około 1000 przypadkowo zebranych mieszkańców Connecticut oraz studentów Uniwersytetu Yale.

### Metoda badawcza
Ochotnicy zgłaszali się do laboratorium po przeczytaniu w prasie ogłoszenia. Byli pewni, że biorą udział w badaniu „wpływu kar na pamięć”. Dostawali pieniądze za uczestniczenie w doświadczeniu (4,5 dolara, które dzisiaj warte byłyby ok. 30 dolarów). Mówiono im wyraźnie, że otrzymują pieniądze za samo przyjście do laboratorium i zatrzymają je bez względu na to, co się dalej stanie.
W pierwszym (najsłynniejszym) eksperymencie przebadano 40 osób w wieku od 20 do 50 lat. 15 z nich było robotnikami, 16 przedstawicielami handlowymi lub przedsiębiorcami, 9 reprezentowało wolne zawody. Każdy z badanych był testowany indywidualnie.
Gdy badany wchodził do laboratorium, widział obecną już w pomieszczeniu inną „osobę badaną”. W rzeczywistości był to pomocnik eksperymentatora – czterdziestosiedmioletni mężczyzna z nadwagą, sprawiający miłe wrażenie (księgowy). Jego zadaniem było odgrywanie osoby badanej.
Następowało sfingowane losowanie ról, w którym prawdziwej osobie badanej przypadała rola „nauczyciela”, a pomocnikowi eksperymentatora rola „ucznia”.
Nauczyciel dowiadywał się, że jego zadanie polegać będzie na czytaniu uczniowi listy par słów (np. „miły-dzień”, „niebieska-skrzynka”), a następnie sprawdzaniu, jak wiele z tych par uczeń zapamiętał. Faza sprawdzająca polegać miała na tym, że nauczyciel czyta pierwsze słowo z pary, następnie cztery słowa propozycje, z których uczeń ma wybrać słowo prawidłowe (przyciskając jeden z czterech guzików).
Jeśli uczeń odpowie prawidłowo, nauczyciel czyta kolejne słowo, gdy uczeń odpowie źle, nauczyciel stosuje karę w postaci wstrząsu elektrycznego.
Nauczyciel otrzymywał na początku jeden próbny wstrząs elektryczny o napięciu 45 V, który był odczuwany jako dość bolesny.
Następnie ucznia przeprowadzano do sąsiedniego pokoju, oddzielonego od laboratorium szybą. Tam przywiązywany był do krzesła przez eksperymentatora oraz nauczyciela. Przeguby ucznia podłączane były do elektrod, po uprzednim posmarowaniu nadgarstków maścią „w celu uniknięcia poparzeń i pęcherzy”. W trakcie przypinania „nauczyciel” słyszał jak „uczeń” zadaje pytanie „eksperymentatorowi”, czy to może być niebezpieczne, ponieważ ma kłopoty z sercem – „Wstrząsy mogą być bolesne, ale nie powodują uszkodzenia tkanek” – odpowiadał eksperymentator.
Następnie nauczyciel wracał do pomieszczenia eksperymentatora i siadał przed aparatem, przy pomocy którego miał stosować elektrowstrząsy („kary”). Czytał listę słów (lista była bardzo długa oraz trudna do zapamiętania) i rozpoczynał „fazę sprawdzającą” (głos ucznia słyszał przez interkom). Jeśli uczeń popełniał błąd, otrzymywał „za karę” wstrząs elektryczny.
Reguła była taka, że przy kolejnych błędach zwiększano siłę wstrząsu. Początkową dawką było 15 woltów. Każdy kolejny wstrząs był rzekomo silniejszy o 15 V. Ostatnią dawką miało być 450 V – przed nauczycielem było 30 przełączników. Pod przełącznikami widniały napisy przedstawione w tabeli.
| Siła wstrząsu              | Nazwa siły wstrząsu                |
| -------------------------- | ---------------------------------- |
| 15 V, 30 V, 45 V, 60 V     | Słaby wstrząs                      |
| 75 V, 90 V, 105 V, 120 V   | Umiarkowany wstrząs                |
| 135 V, 150 V, 165 V, 180 V | Silny wstrząs                      |
| 195 V, 210 V, 225 V, 240 V | Intensywny wstrząs                 |
| 255 V, 270 V, 285 V, 300 V | Bardzo silny wstrząs               |
| 315 V, 330 V, 345 V, 360 V | Niezwykle silny wstrząs            |
| 375 V, 390 V, 405 V, 420 V | Niebezpieczeństwo: poważny wstrząs |
| 435 V, 450 V               | XXX                                |
Sytuacja badawcza zaaranżowana była bardzo sugestywnie. Jak ujawniły wywiady przeprowadzone po eksperymencie (tak zwane odkłamanie), żaden z badanych nie zorientował się, że „uczeń” w rzeczywistości nie jest rażony prądem.

#### Zachowanie ucznia

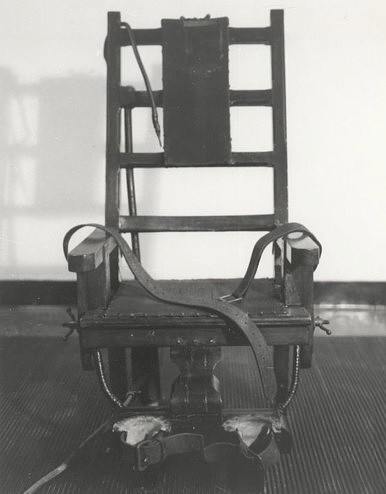
Prawdziwe krzesło elektryczne. W eksperymencie Milgrama używano zwykłego krzesła z oparciami na ręce. Do prądu „podłączone” były tylko nadgarstki „ucznia”

Zadaniem ucznia było udawanie, że otrzymuje wstrząsy elektryczne. Jego wypowiedzi za każdym razem były takie same (odtwarzano je z taśmy):
- 15-90 V – Auu.
- 120 V – Auuu! To rzeczywiście boli.
- 150 V – AAuuuu! Eksperymentatorze! Już dosyć, Proszę mnie stąd zabrać. Mówię panu, mam kłopoty z sercem. Serce zaczyna mi już dokuczać. Proszę mnie stąd zabrać. Serce zaczyna mi dokuczać. Odmawiam dalszego udziału w tym. Pozwólcie mi wyjść.
- 165 V – AAAUUU! (krzyk) Pozwólcie mi wyjść!
- 180 V – AAAUUU! (krzyk) Nie mogę wytrzymać tego bólu! Pozwólcie mi stąd wyjść!
- 195 V – AAAUUU! (krzyk) Pozwólcie mi stąd wyjść! Pozwólcie mi stąd wyjść! Serce mi nawala. Nie macie prawa trzymać mnie tutaj! Pozwólcie mi stąd wyjść! [4 razy]
- 210 V – AAAUUU! Eksperymentatorze! Proszę mnie stąd zabrać! Mam już dosyć! Nie chcę już więcej brać udziału w tym eksperymencie.
- 255 V – AAAUUU! Zabierzcie mnie stąd!
- 270 V – (Okrzyki bólu) Pozwólcie mi stąd wyjść! [3 razy]
- 300 V – (Okrzyki bólu) Absolutnie odmawiam odpowiedzi! Zabierzcie mnie stąd. Nie możecie mnie tutaj trzymać! Zabierzcie mnie! Zabierzcie mnie stąd!!
- 315 V – (Głośny okrzyk bólu) Mówiłem, że odmawiam odpowiedzi! Nie chcę dłużej uczestniczyć w tym eksperymencie!
- 330 V – (Intensywny i przedłużony okrzyk bólu) Pozwólcie mi stąd wyjść! [2 razy] Mówiłem, serce mi nawala (histerycznie). Nie macie prawa mnie tu trzymać. Pozwólcie mi wyjść! [kilka razy]

Przy silniejszych wstrząsach uczeń miał histerycznie i głośno krzyczeć. Od pewnego momentu przestawał reagować – w sali panowała wtedy złowroga cisza.

#### Zachowanie eksperymentatora
Eksperymentatora grał zawodowy aktor o bardzo oficjalnym wyglądzie, ubrany w fartuch laboratoryjny.
Jeśli w pewnym momencie nauczyciel zwracał się do eksperymentatora z wątpliwościami co do dalszego kontynuowania wstrząsów, eksperymentator odpowiadał:
1. Proszę kontynuować.
2. Eksperyment wymaga, aby to kontynuować.
3. Proszę kontynuować, to jest absolutnie konieczne.
4. Nie masz innego wyboru, musisz kontynuować.

Jeśli pierwszy nakaz nie był skuteczny, stosowano drugi, dopiero potem trzeci i czwarty. Jeśli po czwartym zdaniu badany nie był posłuszny, przerywano eksperyment. Jeśli po którymś zdaniu nauczyciel podporządkowywał się i stosował kolejny wstrząs, to przy następnym zawahaniu lub pytaniu „eksperymentator” miał wypowiadać kolejne zdania od pierwszego do czwartego.
Gdy nauczyciel pytał, czy uczniowi może stać się krzywda, eksperymentator odpowiadał: „Wstrząsy mogą być bolesne, ale nie powodują uszkodzenia tkanek”.
Jeśli nauczyciel mówił, że uczeń nie chce kontynuować, eksperymentator mówił: „Czy to się uczniowi podoba czy nie, musisz kontynuować, aż on powtórzy poprawnie wszystkie pary słów”.
Eksperymentator był pewny siebie i mówił zawsze stanowczym głosem, ale nie był niegrzeczny.

#### Zachowania nauczyciela
Rzeczywiste osoby badane odbierały eksperyment jako bardzo nieprzyjemny. W artykule Milgrama jest opis zachowania jednego z nich:
Miałem okazję obserwowania jednego z badanych – dojrzałego i zrównoważonego biznesmena, wchodzącego z uśmiechem i pewnością siebie do laboratorium. Po 20 minutach ten sam człowiek był trzęsącym się i wiercącym, jąkającym się nerwowo wrakiem na granicy załamania psychicznego. Bez przerwy wyłamywał sobie palce i pociągał się za ucho. W pewnym momencie przyłożył obie pięści do czoła ze słowami: „Boże, niech się to wreszcie skończy”. A jednak reagował na każde słowo badacza i posłusznie ulegał jego poleceniom aż do samego końca.
Wszystkie osoby badane (nauczyciele) w pewnym momencie zadawały pytanie o to, czy należy razić kolejnym wstrząsem elektryczny. Widać było, że badani męczyli się z powodu cierpień ofiary. Prosili badacza, aby pozwolił im przestać. Gdy odmawiał, kontynuowali, ale trzęsąc się, pocąc, jąkając. Obgryzali paznokcie, niekiedy wybuchali nerwowym śmiechem. Niektórzy oszukiwali, sądząc, że pozostanie to niezauważone, i dawali ofierze mniejsze wstrząsy niż powinni.
Kilku badanych poprosiło, aby zwolnić ich z dalszej konieczności stosowania wstrząsów. Chcieli też oddać pieniądze, które dostali za udział w badaniu (mimo że na początku zaznaczano, że pieniądze dostają za samo przyjście do laboratorium, bez względu na to jak przebiegnie eksperyment).

## Przewidywania wyników
Milgram zastanawiał się, jak wiele osób dojdzie do końca skali i razi ucznia najsilniejszym wstrząsem (450 V).
Badani (nauczyciele) mieli wiele powodów, dla których powinni w pewnym momencie przerwać eksperyment:
- Uczeń bardzo wiarygodnie grał. Nauczyciele byli przekonani, że rzeczywiście rażą go prądem i wywołują jego coraz to silniejsze cierpienia. Dowodzą tego między innymi wywiady przeprowadzane z nauczycielami po zakończeniu eksperymentu.
- Badani słyszeli w czasie przypinania ucznia do krzesła, jak mówi on eksperymentatorowi, że ma kłopoty z sercem.
- Mimo że eksperymentator zapewniał, iż nie ma groźby „uszkodzenia tkanek”, uczeń krzyczał, że z jego sercem nie dzieje się dobrze, i histerycznie domagał się przerwania doświadczeń – słusznie twierdząc, że nikt nie ma prawa go tu trzymać.
- Nauczyciele brali udział w eksperymencie na ochotnika. Oznacza to, że w dowolnym momencie bez konsekwencji mogli wyjść z sali i zatrzymać pieniądze, o czym ich informowano tuż po samym zgłoszeniu się do laboratorium. Nie było żadnego wyraźnego przymusu, pod którym należało dalej uczestniczyć w badaniu.
- Badani nigdy wcześniej nie widzieli eksperymentatora ani ucznia i nie mieli ich także zobaczyć w przyszłości – nie było tu żadnych dalszych ewentualnych konsekwencji niesubordynacji.
- Nauczyciele byli przekonani, że biorą udział w „badaniu wpływu kar na pamięć”. Jednak od pewnego momentu „uczeń” odmawiał wszelkich odpowiedzi. Oznaczało to, że kontynuowanie eksperymentu mija się z celem.
- Wykonywano losowanie przed eksperymentem po to, aby rzeczywista osoba badana – nauczyciel – miała przekonanie, iż ślepy traf zrządził, że to nie ona jest rażona prądem. Chodziło o wytworzenie identyfikacji z ofiarą.
- Nauczyciele dostawali próbną dawkę porażenia (o sile 45 V), aby zwiększyć wiarygodność badania. Ten wstrząs (10 razy słabszy niż ostatni, którym rażono ucznia) był odczuwany jako bolesny.
- Nie było żadnego racjonalnego powodu, dla którego eksperymentator nie miałby sam razić ucznia wstrząsami i wyręczał się nauczycielem.
- Ochotnicy są (statystycznie) bardziej skłonni do ryzyka, odważniejsi i bardziej inteligentni niż typowi przedstawiciele populacji.

Gdy proszono studentów o przewidywanie wyników tak zaplanowanego eksperymentu, okazało się, że przeciętnie sądzili oni, iż do końca skali dojść może co najwyżej 1% nauczycieli.
Gdy proszono zawodowych psychiatrów (a więc specjalistów) o przewidzenie wyników, sądzili, że do końca skali dojść może najwyżej jedna osoba na tysiąc (jeden promil).

## Rzeczywiste wyniki badania
W tak opisanym eksperymencie najsilniejszym wstrząsem ucznia raziło 65% badanych. Nikt nie wycofał się, gdy ofiara wyraźnie o to prosiła, ani gdy zaczęła wołać o pomoc, nawet gdy wydawała okrzyki przepełnione bólem. 80% uczestników kontynuowało wstrząsy, mimo że uczeń wspominał, że ma kłopoty z sercem i krzyczał „Pozwólcie mi stąd wyjść!” (300 V).
| Siła wstrząsu                        | Osoby przerywające badanie | Napięcie |
| ------------------------------------ | -------------------------- | -------- |
| Od „słaby”, do „intensywny wstrząs”  | 0                          | 15-285 V |
| „Bardzo silny wstrząs”               | 5 osób                     | 300 V    |
| „Niezwykle silny wstrząs”            | 4 osoby                    | 315 V    |
| „Niezwykle silny wstrząs”            | 2 osoby                    | 330 V    |
| „Niezwykle silny wstrząs”            | 1 osoba                    | 345 V    |
| „Niezwykle silny wstrząs”            | 1 osoba                    | 360 V    |
| „Niebezpieczeństwo: poważny wstrząs” | 1 osoba                    | 375 V    |
| XXX (435-450 V)                      | 26 osób                    | 450 V    |

Osoby, które doszły do końca skali, były gotowe kontynuować eksperyment, gdy badacz decydował o jego zakończeniu. Wyniki nie zmieniały się ze względu na wiek uczestników, nie odgrywała roli także płeć (kobiety i mężczyźni ulegali w ten sam sposób) ani narodowość. Nie spodziewano się tak wysokiego odsetka osób całkowicie ulegających. Całkowita nietrafność przewidywań zarówno psychiatrów, jak i studentów dowodzi niezdawania sobie sprawy wcześniej, jak wielka jest presja wywierana na człowieka przez osoby obdarzone autorytetem, a także jak mocno uzależnione jest złudzenie niezależności własnej osoby od wpływów innych ludzi. Liczba osób, które podporządkowują się nakazom eksperymentatora, zależała od kilku czynników (zobacz sekcja Mutacje eksperymentu).

## Interpretacja
Dlaczego tak wiele osób zastosowało najsilniejszy wstrząs?
Pierwsza odpowiedź, jaka się nasuwa, to że większość ludzi (niemal 2/3) ma poważne zaburzenia i jest ukrytymi psychopatami lub sadystami. Prawdopodobnie tak właśnie myśleli psychiatrzy i studenci, którzy mieli przewidywać wyniki tego eksperymentu: Do końca skali mogą dojść jedynie osoby poważnie zaburzone – a takich ludzi jest około 1%.
Ta interpretacja jest jednak niesłuszna, na co wskazuje kilka faktów:
- Badani po eksperymencie twierdzili, że było to jedno z najgorszych zdarzeń, jakie im się przytrafiło. Nikt nie czerpał przyjemności z udziału w eksperymencie.
- Badani oszukiwali eksperymentatora wtedy, gdy myśleli, że tego nie widzi. Na przykład zamiast stosować wstrząs o sile 300 V wymierzali 15 V. Gdyby badani byli sadystami, należałoby oczekiwać oszukiwania w drugą stronę.
- Milgram sprawdzał, jakie cechy osobowości posiadają ludzie stosujący najsilniejsze wstrząsy w porównaniu z tymi, którzy przerywali badanie w pewnym momencie. Okazało się, że nie wykrył żadnych istotnych różnic w cechach osobowości. Jest to zaskakujący wynik i konieczny do zinterpretowania.

Prawdopodobnie testy osobowości nie kłamią i rzeczywiście nie ma różnic między tymi, którzy razili najsilniejszym wstrząsem, a tymi, którzy wycofywali się z badania. Milgram twierdził, że wszyscy, niezależnie od tego, jak się zachowują, przeżywają olbrzymią presję na podporządkowanie się autorytetowi – ich przeżycia są więc podobne. Na dowód tego twierdzenia przytaczał m.in. fakt, że ani jedna osoba z tych, które przerwały eksperyment, nie weszła do sali ucznia, aby udzielić mu pomocy i odpiąć od krzesła, do którego był przywiązany.
Nikt z badanych nie zawiadomił władz uniwersytetu o tym, że w laboratorium człowiek rażony jest prądem.
Wynik eksperymentu interpretuje się więc jako objaw skłonności ludzi do podporządkowania się autorytetom, która jest u ludzi olbrzymia (w niektórych wariantach badania nawet 93% osób stosowało najsilniejsze wstrząsy).
Sytuacja ma tu znacznie większy wpływ na zachowanie ludzi niż osobowość, pragnienia, przeżycia, motywy, postawy i wartości. O tym, że zachowaniem badanych kieruje autorytet, świadczą mutacje podstawowej wersji eksperymentu.

### Mutacje eksperymentu
Eksperyment powtarzano w bardzo wielu odmianach, na wielu narodowościach – m.in. w Holandii, Niemczech, Hiszpanii, Włoszech, Australii i Jordanii – okazało się, że skłonność do podporządkowywania się jest wszędzie podobna.
Aby sprawdzić, od czego zależy uległość osób badanych, skoro czynniki osobowościowe są tu zdecydowanie na drugim planie, zaaranżowano całą serię badań. Milgram przeprowadził ponad 20 różnych odmian eksperymentu z 1961.
- W jednym z nich „uczeń” nie był widziany ani słyszany przez nauczyciela. Okazało się, że w takich warunkach odsetek osób, które doszły do końca skali (450 V), wzrósł do 93%. Milgram zbadał także, że liczba osób ulegających autorytetowi zmniejsza się wraz z bliskością ofiary. Jeśli nauczyciel musiał siłą przyciskać rękę ucznia do elektrody (fizyczne zaangażowanie i duża bliskość), to liczba osób stosujących wstrząs 450 V spadła do 23%.
- Gdy eksperymentator nakazał nauczycielowi przerwanie badania z powodu zbyt silnych wstrząsów, to nauczyciel bez dyskusji podporządkowywał się nawet, jeśli uczeń pewnym głosem twierdził, że może znieść jeszcze silniejsze wstrząsy.
- Jeśli w sali było dwóch eksperymentatorów, którzy w pewnym momencie zaczynali się spierać o to, czy kontynuować eksperyment, to „nauczyciel” zwykle spoglądał to na jedną, to na drugą osobę, próbując zrozumieć, kto jest „prawdziwym” autorytetem i kogo należy posłuchać. Jeśli nie dawało się tego rozstrzygnąć, przerywał badanie.
- Jeśli badany mógł sam decydować, jaki wstrząs zaserwować uczniowi, nikt nie przekroczył dawki 45 V, co pokazuje dodatkowo jak bardzo badani działali wbrew własnej woli.
- Jeśli „prawdziwy” eksperymentator wychodził z sali i pozostawiał swojego „pomocnika”, badani ulegali mu w znacznie mniejszym stopniu. Okazało się także, że skłonność do ulegania autorytetowi rośnie wraz z jego fizyczną bliskością. Jeśli eksperymentator wydawał polecenia z innego pomieszczenia, na przykład przez telefon, liczba ulegających osób zmniejszała się.
- Jeśli w pewnym momencie eksperymentator i uczeń zamieniali się miejscami (eksperymentator siadał na miejscu ucznia, zaś „uczeń” miał kierować działaniami „nauczyciela”), to badani nadal słuchali osoby, którą uznawali za prawdziwego badacza. Jeśli „uczeń” (teraz w roli eksperymentatora) nakazywał kontynuowanie eksperymentu, zaś rażony prądem eksperymentator nakazywał przerwanie go, 100% „nauczycieli” przerywało badanie.
- Uległość badanych zależała także od tego, czy mieli jakiegoś sojusznika. Jeśli w eksperymencie występowało trzech „eksperymentatorów”, z których pierwszy wycofywał się po pierwszym okrzyku bólu ofiary, a drugi zaraz potem, to jedynie 10% badanych stosowało najsilniejszy wstrząs.
- Jeszcze inna wersja eksperymentu polegała na rażeniu prądem (tym razem naprawdę) chomików, z którymi wcześniej bawiły się osoby badane (jedynie kobiety). Badacze zastanawiali się, czy uczucia opiekuńcze, które powinny wyzwolić się w pierwszej fazie badania, przeszkodzą w rażeniu chomików silnymi wstrząsami. Jednak liczba osób podporządkowujących się autorytetowi nie uległa zmianie.

Czynnikami, które nasilały posłuszeństwo badanych, były:
- bliskość autorytetu i stopień jego zaakceptowania jako „prawdziwego autorytetu” (charyzma),
- zinstytucjonalizowanie autorytetu; jeśli eksperymentator był postrzegany jako pracownik uniwersytetu, to uległość badanych rosła (podobnie dzieje się, gdy za daną osobą stoi inna instytucja, np. urząd, wojsko, szpital),
- brak bezpośredniego kontaktu lub duży dystans do ofiary,
- autorytaryzm badanych (charakteryzujący się uwielbieniem dla autorytetów) – badani autorytarni byli nieco bardziej ulegli (częściej stosowali maksymalne wstrząsy). Jednak ów wpływ osobowości był mało znaczący[6].

Zmniejszały uległość:
- niemożność uniknięcia odpowiedzialności za cierpienia ofiary,
- sprzeczne nakazy różnych osób obdarzonych autorytetem,
- obecność innych osób, które sprzeciwiają się nakazom autorytetu (sprzymierzeńcy),
- bliskość ofiary (fizyczna lub emocjonalna).

## Krytyka
Wielu badaczy zarzucało Milgramowi zbytnią ufność w to, że zachowania ujawnione w eksperymencie będą pojawiać się także w codziennym życiu. Badani polegali na eksperymentatorze, czuli się od niego zależni, środowisko, w którym się znaleźli, było im nieznane. W takich warunkach rośnie posłuszeństwo i w związku z tym zachowanie badanych nie jest reprezentatywne względem codziennego życia. Odpowiedź Milgrama brzmiała tak: „Osoba, która przychodzi do laboratorium, jest dorosła, aktywna, zdolna do dokonywania wyborów, zatem jest w stanie przyjąć lub odrzucić skierowane do niej polecenie podjęcia określonego działania”.
Wobec eksperymentu wysuwano także krytyczne uwagi natury moralnej. Badacze twierdzili, że okrucieństwo, któremu poddani byli badani (nauczyciele), równać się może jedynie temu, które sami zadali rzekomej ofierze. W odpowiedzi Milgram powoływał się na doniosłość wyników eksperymentu oraz na wypowiedzi badanych. 84% z nich twierdziło, że jest zadowolone z uczestniczenia w badaniu i uznało eksperyment za pouczający. Tylko jeden procent badanych żałował, że odpowiedział na ogłoszenie w gazecie. (zobacz też: PTSD).

## Oddziaływanie eksperymentu Milgrama
Badania Milgrama rozpoczęły debatę nad etycznym aspektem eksperymentów psychologicznych. Obecnie etyka badań psychologicznych nakazuje między innymi dostarczenie pełnej informacji o przebiegu badań i uzyskanie świadomej zgody uczestników, nieujawnianie danych personalnych uczestników, dbanie o to, aby żaden z badanych nie doznał krzywdy ani dyskomfortu itp. Wyjątkiem jest tu sytuacja, w której jedynym możliwym sposobem przeprowadzenia ważnego badania jest wprowadzenie badanych w błąd. W takim wypadku jednak konieczne jest przeprowadzenie sesji wyjaśniającej po eksperymencie (tzw. odkłamanie). Zatwierdzeniem planów badawczych zajmują się często komisje uniwersyteckie.
Doświadczenia Milgrama są dzisiaj uważane za jedne z najdonośniejszych (a z pewnością najsłynniejszych) i jednocześnie najbardziej kontrowersyjnych w historii psychologii, zarówno z powodów etycznych, jak i istotności tego zagadnienia w świecie realnym.
Po wielu latach od zakończenia serii pierwotnych eksperymentów badania w tej dziedzinie nadal były prowadzone. Na przestrzeni lat stopień podporządkowania się autorytetom nie zmienił się. Trudno znaleźć podręcznik psychologii społecznej, gdzie nie byłoby choćby wzmianki o powyższej serii badań.

## Rzeczywiste przykłady
Od kwietnia 1995 do 30 czerwca 2004 doszło do serii oszustw na pracownikach popularnej sieci amerykańskich fast foodów, w których telefonowała osoba podająca się za policjanta i nakłaniała osoby zarządzające (autorytety) do obnażania pracowników i nadużyć seksualnych. Sprawca osiągnął spory sukces w przekonywaniu pracowników do wykonywania działań, których w zwyczajnej sytuacji by nie dokonali. Główny podejrzany, David R. Stewart, nie został uznany winnym w jedynym jak do tej pory procesie sądowym.
We wrześniu 2007 roku zapadł wyrok w sprawie o wielomilionowe odszkodowanie dla pracownicy baru, która wygrała proces z pracodawcą. Co ciekawe, wygrała też proces kierowniczka fast foodu, która nakazała swojemu przyjacielowi intymną rewizję pracownicy, ten z kolei wykorzystał pracownicę seksualnie.

## Wpływy kulturowe
- W 1974 Milgram wydał popularną książkę na temat psychologii posłuszeństwa[12].
- Telewizja CBS sfabularyzowała przebieg eksperymentu, kręcąc film The Tenth Level. Wystąpili John Travolta, a w roli Milgrama William Shatner.
- Film z 1984, Pogromcy duchów, zawiera scenę, w której postać grana przez Billa Murraya zostaje przedstawiona publiczności jako profesor zadający porażenia prądem feralnemu studentowi. Na wydaniu DVD znalazła się ścieżka z komentarzem Harolda Ramisa mówiącego, że ta parodia została zainspirowana eksperymentem Milgrama.
- Peter Gabriel na swojej płycie So z 1986 r. umieścił utwór pod tytułem We Do What We’re Told (Milgram’s 37).
- Odwołania do eksperymentu pojawiają się w komiksie Alana Moore’a V jak vendetta traktującym o totalitarnym społeczeństwie.
- W 1979 nakręcono we Francji film pt. I jak Ikar (w roli głównej wystąpił Yves Montand). Wykorzystano w nim motyw tego eksperymentu.
- W 2010 francuska telewizja publiczna France 2 zrealizowała inspirowany eksperymentem Milgrama program stylizowany na teleturniej „Strefa ekstremalna” (na jego podstawie zrealizowano film dokumentalny „Zabawa w śmierć”). Uczestnicy mieli razić prądem przeciwnika, gdy ten błędnie odpowiadał na zadawane pytania. W rzeczywistości przeciwnikiem był aktor, a ból był przez niego symulowany. Autorytetem była w tym wypadku prowadząca program atrakcyjna i popularna prezenterka telewizyjna, za którą stał gorący aplauz publiczności. W eksperymencie wzięło udział 80 ochotników, którzy za udział w programie nie mieli dostać żadnego wynagrodzenia. Aż 81% raziło przeciwnika najsilniejszym wstrząsem (400 V). Tylko 16 uczestników opuściło teleturniej przed jego zakończeniem, odmawiając dalszego „dręczenia” domniemanych ofiar. W pewnym momencie zmieniono zasady eksperymentu. Przy granicy 80 V prezenterka wychodziła ze studia, zostawiając gracza sam na sam z ofiarą i publicznością. W tym wypadku 75% uczestników przerywało grę[13].
- W 2015 odbyła się premiera filmu biograficznego Eksperymentator (ang. Experimenter) o Stanley'u Milgramie[14].